# Ljubow Eduardowna Sobol

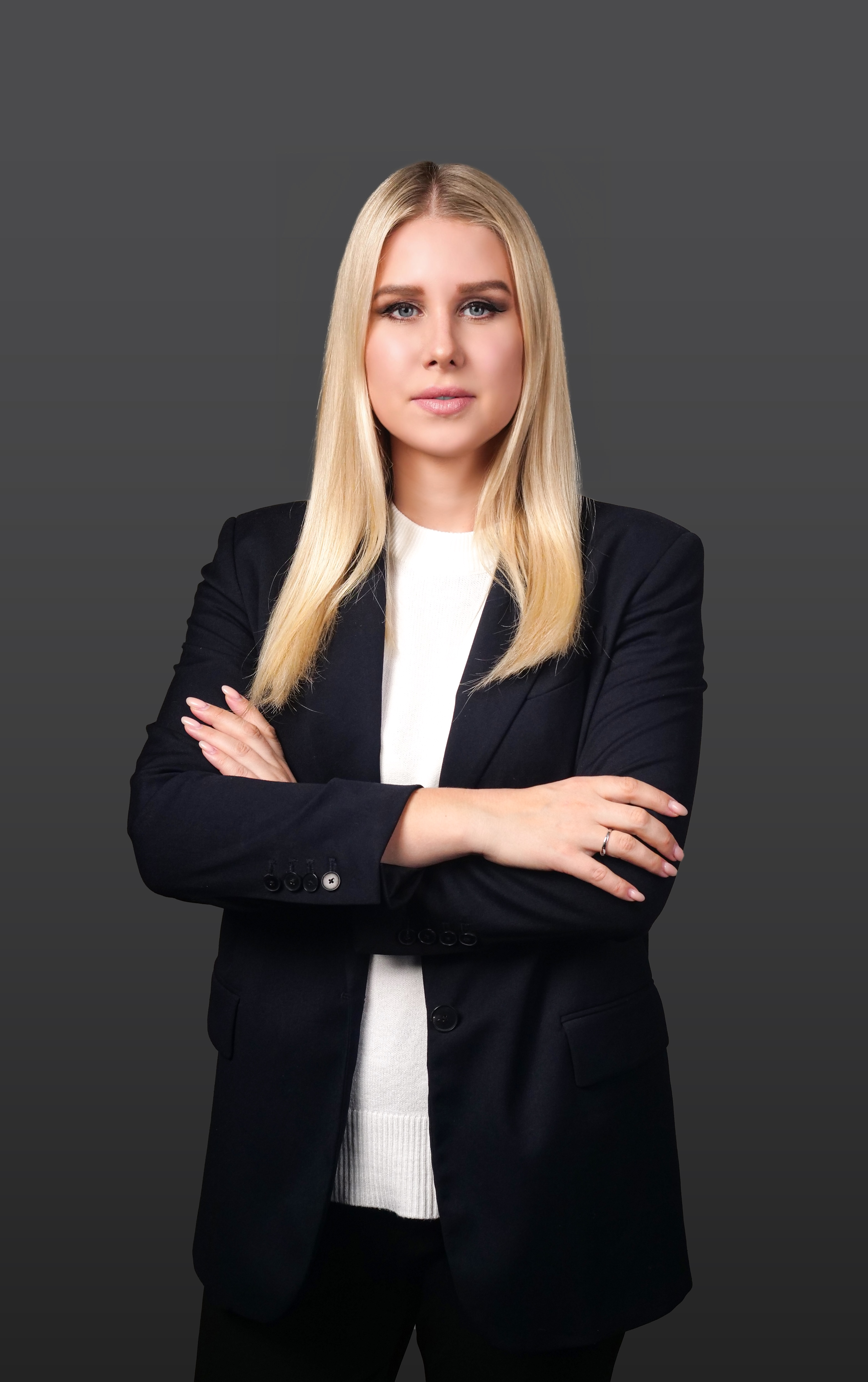
Ljubow Sobol (2022)

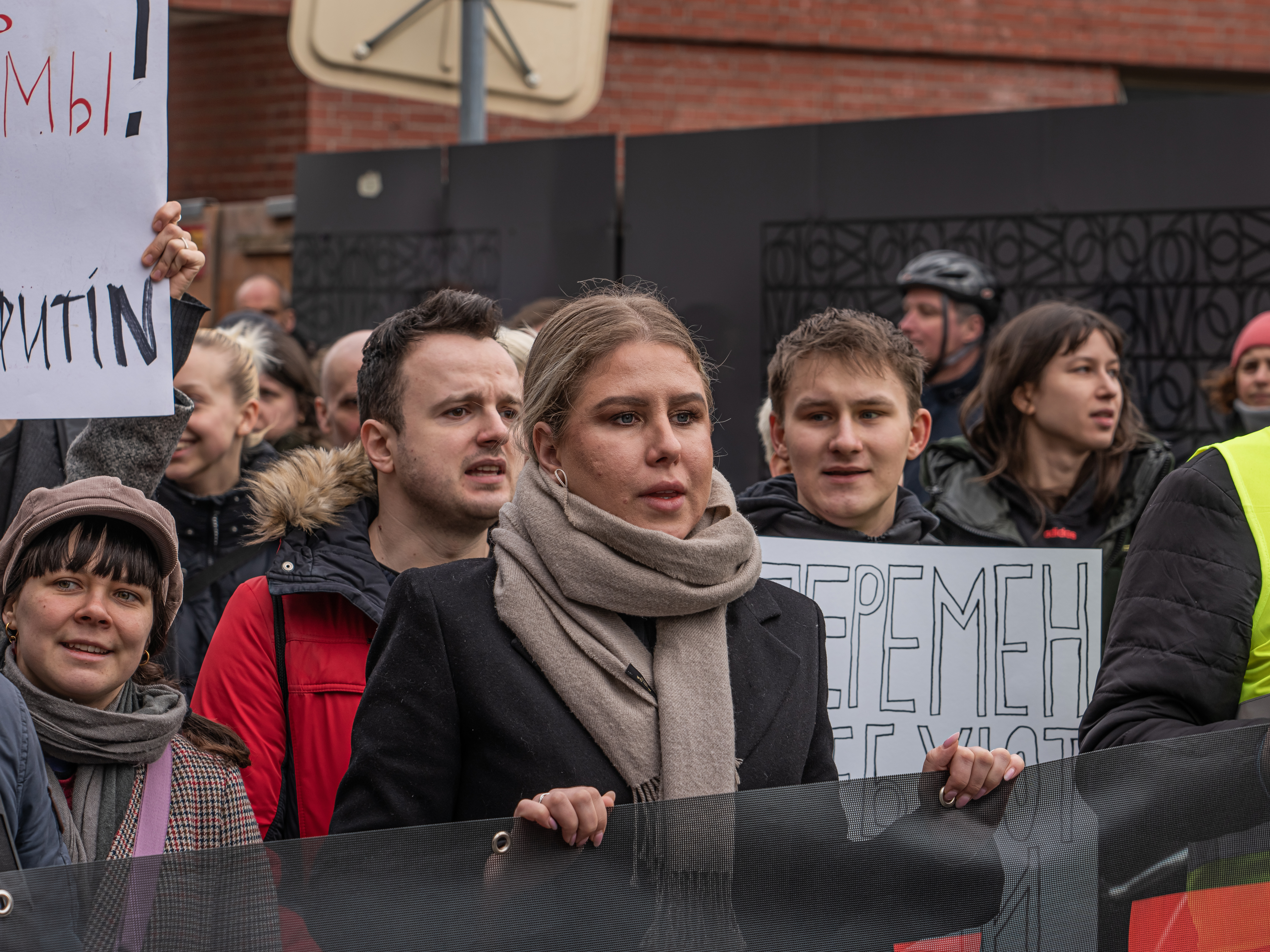
Ljubow Sobol unter den Teilnehmenden eines Protestmarsches an der Russischen Botschaft in Berlin, zwei Tage nach der Ermordung von Nawalny (2024)

Ljubow Eduardowna Sobol (russisch Любо́вь Эдуа́рдовна Со́боль, Ledigname Fedenjowa, russisch Феденёва; * 13. September 1987 in Lobnja, Oblast Moskau, Russische SFSR, Sowjetunion) ist eine russische Juristin und Politikerin. Sie arbeitet für Alexei Nawalnys Stiftung für Korruptionsbekämpfung (FBK) und ist Mitglied der nicht registrierten Partei Russland der Zukunft; außerdem war sie von 2012 bis 2013 Mitglied des Koordinationsrats der russischen Opposition.

## Leben
Ljubow Sobol studierte Jurisprudenz an der Moskauer Staatlichen Juristischen Akademie (MGJUA). Während des Studiums arbeitete sie bereits an einem Bezirksgericht in Moskau als Gerichtssekretärin und -gehilfin. 2006 nahm sie das Studium an der Juristischen Fakultät der Lomonossow-Universität Moskau auf, das sie 2011 mit Auszeichnung abschloss. 2011 wurde sie Mitarbeiterin und Juristin des Projekts RosPil von Alexei Nawalny, das die zielgerichtete Verwendung von Staatsgeldern und die Bekämpfung von Korruption bei Staatsaufträgen zum Zweck hatte. Von 2011 bis 2012 nahm sie an zahlreichen zivilgesellschaftlichen Aktivitäten und Protesten teil, so an den Antiseliger-Treffen, angelehnt an die der staatlichen Propaganda dienenden Seliger-Treffen, an Demonstrationen der Opposition, so auch in Astrachan, und beteiligte sich an Hilfsaktionen nach der Überschwemmungskatastrophe in Krymsk sowie als Wahlbeobachterin. Das Magazin Forbes (Russland) wählte sie 2011 auf den siebten Platz der Helden des Jahres, die kaum jemand kennt.
2012 gründete Sobol zusammen mit anderen Mitarbeitern des Antikorruptionsfonds wie Georgi Alburow, Wladimir Aschurkow, Leonid Wolkow sowie dem Politologen Fjodor Krascheninnikow die Partei Volksallianz, die jedoch staatlich nicht registriert wurde. Da mittlerweile eine andere Partei gleichen Namens registriert worden war, änderte sie den Namen 2014 in Fortschrittspartei; als auch dieser Name besetzt wurde, wählte sie den Namen Russland der Zukunft.
Im Oktober 2012 wurde Sobol, noch vor Politikern wie Boris Nemzow und Sergei Udalzow, mit dem fünfzehntbesten Resultat in den Koordinationsrat der russischen Opposition gewählt. 2014 wurde sie nicht zu den Wahlen zur Moskauer Stadtduma zugelassen. 2016 wurde ihr von den beiden staatlich zugelassenen Oppositionsparteien Parnas und Jabloko kein Listenplatz für die Wahl in die Staatsduma zugesichert.
2017 arbeitete Sobol als Nachrichtensprecherin der Sendung „Kaktus“ des Youtube-Kanals „Navalny Live“, dessen Produzentin sie im August 2018 wurde, nachdem sie ihre Anstellung bei RosPil beendet hatte.
2019 wollte Sobol erneut für die Moskauer Stadtduma kandidieren, wobei sie im gleichen Wahlkreis wie der Politiker Sergei Mitrochin und die Palliativmedizin-Aktivistin Njuta Federmesser angetreten wäre. Die Registrierung für die Wahl wurde verweigert, woraufhin es zu Protesten in Moskau kam. Sobol trat in einen Hungerstreik und nach einem Protestmarsch wurde Sobol vorübergehend verhaftet. Die für eine Kandidatur erforderlichen Unterschriften waren – wie in ähnlichen Fällen anderer oppositioneller Politiker – von systematischen Fälschern durch einen zu hohen Anteil gefälschter Unterschriften ungültig gemacht worden. Die Spuren der Fälscher führten in das Umfeld von „Putins Koch“, Jewgeni Prigoschin.
Bei einer Kundgebung am 3. August 2019 in Moskau kamen laut Bürgerrechtsportal OWD-Info bis zum Nachmittag dieses Tages 685 Menschen in Polizeigewahrsam, darunter auch mehrere akkreditierte Journalisten und Sobol. Die Wahl der Moskauer Stadtduma war für Anfang September 2019 terminiert.
Am 15. April 2021 wurde Sobol wegen angeblichen Eindringens in die Wohnung des FSB-Chemikers Konstantin Kudrjawzew zu einem Jahr Arbeit auf Bewährung verurteilt. Sie ging danach ins Ausland.
Sobol war mit einem Soziologen und Dozenten der Wirtschaftshochschule Moskau verheiratet und hat eine Tochter. Ihr Mann wurde 2016 wegen ihrer zivilgesellschaftlichen Aktivität angegriffen und mit einer Spritze unbekannten Inhalts ins Becken gestochen. Gemäß Recherchen der Nowaja gaseta wurde der Überfall durch den mit den Geschäftsstrukturen Jewgeni Prigoschins verbundenen Oleg Simonow ausgeführt; der Anschlag soll demgemäß die Abschreckung Ljubow Sobols von weiteren Recherchen im Umfeld Prigoschins bezweckt haben.